# Cali / Alfonso Bonillaaragon
Cali / Alfonso Bonillaaragon är en flygplats i Colombia. Den ligger i den centrala delen av landet, 280 km väster om huvudstaden Bogotá. Cali / Alfonso Bonillaaragon ligger 963 meter över havet.
Terrängen runt Cali / Alfonso Bonillaaragon är platt, och sluttar västerut. Runt Cali / Alfonso Bonillaaragon är det ganska tätbefolkat, med 230 invånare per kvadratkilometer. Närmaste större samhälle är Cali, 19,5 km sydväst om Cali / Alfonso Bonillaaragon. Omgivningarna runt Cali / Alfonso Bonillaaragon är en mosaik av jordbruksmark och naturlig växtlighet.